# Gonolobus ancoriferus
Gonolobus ancoriferus är en oleanderväxtart som beskrevs av W.D.Stevens. Gonolobus ancoriferus ingår i släktet Gonolobus och familjen oleanderväxter. Inga underarter finns listade i Catalogue of Life.